# Agathe N'Nindjem-Yolemp
Agathe N'Nindjem-Yolemp est une joueuse camerounaise de basket-ball née le 4 août 1980 à Yaoundé (Cameroun).
Après une année sabbatique, elle rejoint à l'été 2011 le club de Basket Catalan Perpignan Méditerranée en Ligue 2.
Elle est la cousine de Béatrice et Suzanne Bofia, deux sœurs jumelles internationales camerounaises de basket.